# Баницький Потік
Баницький Потік (пол. Banicki Potok) — гірська річка в Польщі, у Горлицькому повіті Малопольського воєводства на Лемківщині. Права притока Білої, (басейн Балтійського моря).

## Опис
Довжина річки 4,63 км, найкоротша відстань між витоком і гирлом — приблизно 3,99  км, коефіцієнт звивистості річки — 1,17 . Формується безіменними притоками та частково каналізована. Вона тече в південно-східній частині Низьких Бескидів.

## Розташування
Бере початок на висоті приблизно 730—740 м на північно-східних схилах хребта Мізарнего. Тече переважно на північний захід через село Баницю і на висоті близько 495 м над рівнем моря впадає у Білу, праву притоку Дунайця.

## Цікавий факт
- Через річку пролягає туристичний шлях, який на мапі визначається червоним кольором (Криниця-Здруй — Мохначка Нижня — Баниця — Ріпки — Ганчова — Воловець).[2]